# 庫斯烏羅帕塔山
10°31′42″S 76°42′57″W / 10.52833°S 76.71583°W
庫斯烏羅帕塔山（Cushuropata），是秘魯的山峰，位於該國中部，由利馬大區和帕斯科大區負責管轄，屬於勞拉山脈的一部分，該山峰海拔高度5,000米。